# 丁穆罕默德·庫納耶夫
丁穆罕默德·艾哈迈多维奇·库纳耶夫（俄语：Динмухамед Ахмедович Кунаев；1911年12月30日（格里历：1912年1月12日）—1993年8月22日），哈萨克族，苏联党和国家领导人，曾任哈萨克苏维埃社会主义共和国部长会议主席，哈共中央第一书记等职。哈萨克苏维埃社会主义共和国科学院院士，工学博士。

## 生平
- 1911年12月30日（格里历：1912年1月12日）出生于俄罗斯帝国七河州维尔尼（现阿拉木图），属哈萨克族大玉兹亦斯提部。父亲是一名文员，会熟练使用俄语和哈萨克语。母亲是一名贫农。
- 1929年-1930年，哈萨克国家储蓄银行局长。
- 1930年-1931年，哈萨克国家出版社译员。
- 1931年，哈萨克苏维埃自治社会主义共和国国家计划委员会秘书长。
- 1931年-1936年，莫斯科加里宁有色金属与黄金研究所学习，获得矿业工程师资格。
- 1936年-1939年，巴尔喀什冶金厂Konyrat矿山工作，担任钻孔机操作员，钻孔和爆破工作组主任，矿山总工程师，经理。
- 1939年-1940年，Altaipolimetal矿山副总工程师兼技术部负责人，以及东哈萨克斯坦州Ridder矿务局局长。1939年加入联共（布）。
- 1940年-1942年4月，东哈萨克斯坦州列宁诺戈尔斯克矿务局局长。
- 1942年4月-1952年4月，哈萨克苏维埃社会主义共和国人民委员会副主席，部长会议副主席。
- 1952年4月-1955年4月，哈萨克苏维埃社会主义共和国科学院院长。1952年当选哈萨克苏维埃社会主义共和国科学院院士。
- 1955年3月-1960年1月，哈萨克苏维埃社会主义共和国部长会议主席。
- 1960年1月-1962年12月，哈共中央第一书记。库纳耶夫也是赫鲁晓夫处女地运动的热心支持者，该运动在哈萨克斯坦中部开辟了数百万公顷的土地，用于农业发展，造成俄罗斯移民大量涌入哈萨克斯坦。但在1962年，因为他不同意赫鲁晓夫计划把哈萨克斯坦南部一些土地划给乌兹别克而被解任(因那些土地适合种植棉花)。由维吾尔人伊斯梅尔·尤苏波夫出任第一书记。
- 1962年12月-1964年12月，哈萨克苏维埃社会主义共和国部长会议主席。
- 1964年12月-1986年12月，哈共中央第一书记。1968年获工学博士学位。他任期内坚定执行了以勃列日涅夫为首的苏共中央政策。瓦季姆·安德烈耶维奇·梅德韦杰夫称库纳耶夫为勃列日涅夫及其忠实拥护者的门徒。这是由于勃列日涅夫担任哈共中央第一书记时两人结成的亲密友谊。
- 1986年12月起退休(被俄羅斯人科爾賓取代引起杰勒托克桑事件)。

在领导哈萨克斯坦苏维埃社会主义共和国期间，库纳耶夫积极提拔本地干部。特别是他提名了后来的哈萨克斯坦首任总统努尔苏丹·纳扎尔巴耶夫担任政府首脑。在一次与中央委员会成员的非正式会晤中，他曾说：“你们谁都不会成为下一个共和国领导人。不要为这些话感到生气！只有努尔苏丹·纳扎尔巴耶夫有很好的机会成为我的继任者。他既年轻又有才华。”
然而，后来库纳耶夫和纳扎尔巴耶夫在管理共和国的方式上产生了分歧。根据纳扎尔巴耶夫的回忆，这场对立在1986年2月达到了顶峰——哈萨克斯坦共产党第十六次代表大会上，这是库纳耶夫领导下的最后一次大会。根据非正式的惯例，党的大会上会有两个报告：第一个是共和国党委组织负责人作的报告，第二个是政府主席的报告。在那次大会上，纳扎尔巴耶夫的报告主要针对生产增长速度、劳动生产率、建成的新项目亏损、建设预算未完全利用、农业领域失败等问题进行了批评。报告中还批评了库纳耶夫的弟弟——阿斯卡尔，他当时是哈萨克斯坦苏维埃社会主义共和国科学院院长。之后，库纳耶夫去找米哈伊尔·戈尔巴乔夫，建议解除纳扎尔巴耶夫的政府主席职务，并将他调往外交部从事对外工作。但戈尔巴乔夫表示，来自哈萨克斯坦的许多投诉已送到中央，称中央委员会的书记们对第一书记的工作不满。库纳耶夫答道：“没有必要，我会自己离开。”
- 1993年8月22日于阿拉木图州阿克什村逝世，享年81岁。

库纳耶夫是苏共19-27大代表；第20-27届中央委员，第23届中央政治局候补委员，第24-27届中央政治局委员；第3-5届苏联最高苏维埃民族院代表，第6-11届苏联最高苏维埃联盟院代表，第3-11届哈萨克苏维埃社会主义共和国最高苏维埃代表。

## 主要功绩
库纳耶夫是苏联时期哈萨克历史上为数不多的哈萨克族出身的第一书记。在他的领导下，哈萨克实现了显着的经济复苏，地区工农业产值显着增长（主要归功于采矿，原材料加工和配套的能源部门；哈萨克也成为了苏联的重要粮食产区之一）。巴尔喀什采矿冶金联合体和德热兹卡兹甘采矿冶金联合体、索科洛夫斯科-萨尔拜斯基采矿和加工厂，阿克纠宾化工厂，卡拉甘达合成橡胶厂，卡拉甘达肉类加工厂等项目建成投产。
在他的著作《从斯大林到戈尔巴乔夫》中，他详细描述了他对哈萨克的生活水平提高和经济复苏所做出的的贡献。他否认“停滞”一词，与1955年相比，哈萨克的经济潜力增加了7倍，生活水平，工业水平，生产水平上升到历史最高值。哈萨克成为苏联第三重要的加盟共和国，仅次于俄罗斯和乌克兰。许多人称库纳耶夫时代为“黄金时代”。

## 荣誉
苏联：
- 三次社会主义劳动英雄称号（1972,1976,1982）
- 八次列宁勋章（1957,1962,1971,1972,1973,1976,1979,1982）
- 十月革命勋章
- 一级卫国战争勋章（1985）
- 劳动红旗勋章（1945）
- 劳动英勇奖章（1959）
- 劳动优秀奖章（1939）
- 纪念列宁诞辰一百周年奖章
- 守卫苏联国界有功奖章
- 1941-1945年伟大卫国战争胜利二十周年奖章
- 1941-1945年伟大卫国战争胜利三十周年奖章
- 1941-1945年伟大卫国战争胜利四十周年奖章
- 1941-1945年伟大卫国战争中忘我劳动奖章
- 退休劳动者奖章
- 巩固战斗友谊奖章
- 开垦处女地奖章
- 苏联武装力量五十周年奖章
- 苏联武装力量六十周年奖章
- 列宁格勒建城两百五十周年奖章
- 基辅建城一千五百周年奖章
- 巴尔喀什荣誉市民
- 埃基巴斯图兹荣誉市民

保加利亚：
- 格奥尔基·季米特洛夫勋章（1982）

蒙古人民共和国：
- 苏赫巴托尔勋章（1974）

捷克斯洛伐克：
- 一级1948年2月25日勋章（1982）[3]

## 纪念
- 在阿拉木图，以他的名字命名了一座公园，里面有他的半身铜像。在塔拉兹和突厥斯坦州的托特库尔也有他的半身铜像。
- 在阿斯塔纳，阿拉木图，塔拉兹，塔尔迪库尔干，新阿斯塔纳行政中心的中央街道都是以库纳耶夫命名的。
- 阿拉木图的运河也以库纳耶夫命名。
- 在乌拉尔斯克，一个区以库纳耶夫命名。
- 在埃基巴斯图兹，工业大道更名为库纳耶夫大道。
- 在奇姆肯特市，一条林荫道以库纳耶夫命名。
- 在阿拉木图州的乌沙拉尔，小镇的中央街道和广场以库纳耶夫的名字命名。在中央广场上也有他的纪念碑。
- 在阿拉木图，欧亚法律学院以他的名字命名。
- 在塔什干，为纪念库纳耶夫而命名了该市的一条中央大街。现在，它已重命名为Mirabad。
- 库纳耶夫故居于2002年开放，以纪念他的90周年诞辰。
- 库纳耶夫纪念馆，于2012年1月12日开放，以纪念他的100周年诞辰。
- 在阿拉木图，采矿学院以他的名字命名。
- 在卡拉干达，一所大学以他的名字命名。
- 库纳耶夫，哈萨克斯坦杰特苏州城市，原名卡普恰蓋。